# Annegret Bollée

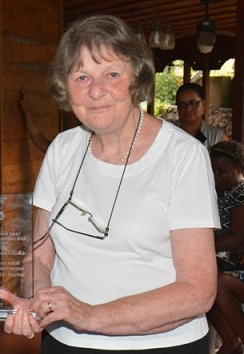
Annegret Bollée, 2017

Annegret Bollée (* 4. März 1937 in Berlin; † 20. August oder 21. August 2021 in Bamberg) war eine deutsche Romanistin.

## Leben und Werk
Annegret Alsdorf (später: Alsdorf-Bollée, dann: Bollée), Tochter des Indologen Ludwig Alsdorf, studierte (mit Unterbrechung) von 1955 bis 1969 Romanistik und Anglistik in Hamburg, Aix-en-Provence und Bonn. 1969 wurde sie in Bonn promoviert mit der Dissertation Die lateinischen Verbalabstrakta der u-Deklination und ihre Umbildungen im Romanischen (Bonn 1969). Von 1969 bis 1978 war sie Assistentin zuerst in Bonn, dann an der Universität zu Köln. Dort habilitierte sie sich 1976 mit einer Schrift über das Kreolische im Indischen Ozean (erschienen in zwei Büchern: Le créole français des Seychelles. Esquisse d’une grammaire – textes – vocabulaire. Niemeyer, Tübingen 1977, und: Zur Entstehung der französischen Kreolendialekte im Indischen Ozean. Kreolisierung ohne Pidginisierung. Droz, Genf 1977). Von 1978 bis 2002 war sie an der Otto-Friedrich-Universität Bamberg Inhaberin des Lehrstuhls für Romanische Sprachwissenschaft und Mediävistik (1980–1983 auch Vizepräsidentin für Studium und Lehre, 1988–1990 auch Dekanin der Fakultät Sprach- und Literaturwissenschaften). Sie konzipierte das Sprachen- und Medientechnische Zentrum der Universität und leitete es von 2000 bis 2002. Von 1989 bis 1992 gehörte sie dem Senat der Deutschen Forschungsgemeinschaft (DFG) an. Wegen ihres Wissenschaftsengagements über die Emeritierung hinaus wurde sie 2014 von der Universität Bamberg als Emerita of Excellence gewürdigt.
Annegret Bollée gilt als die Pionierin der deutschsprachigen Kreolistik. 1981 begründete sie die monographische Reihe Kreolische Bibliothek (Hamburg: Buske). Ihr 2007 abgeschlossenes Opus Magnum ist das vierbändige etymologische Wörterbuch der Kreolsprachen des Indischen Ozeans.

## Werke (Auswahl)
- Dictionnaire étymologique des créoles de l’Océan Indien. 4 Bde. Buske, Hamburg 1993–2007.
- (mit Ingrid Neumann-Holzschuh) Spanische Sprachgeschichte. Klett, Stuttgart 2003.
- Deux textes religieux de Bourbon du 18e siècle et l’histoire du créole réunionnais. Battlebridge, London/Colombo 2007.